# 山口新一
山口 新一（やまぐち しんいち、1846年（弘化2年12月） - 1909年（明治42年）11月28日）は、日本の政治家、衆議院議員（1期）。

## 経歴
肥前国高来郡諫早村(のち長崎県北高来郡諫早町、現・諫早市)生まれ。漢学を学ぶ。製糸業を営む。諫早好古館教諭、諫早校校長、長崎県立諫早中学、佐賀県立神埼中学校各校長、長崎県会議員を務めた。また、諫早銀行を創立し、頭取となった。
1894年3月の第3回衆議院議員総選挙において長崎2区から無所属で立候補して当選した。衆議院議員を1期務め、同年9月の第4回衆議院議員総選挙は不出馬。1909年に死去した。